# 全光荣
全光荣（1944年—），出生于韩国江原道洪川郡，韩国艺术家。

## 生平介绍
全光荣1968年毕业于韩国首尔弘益大學，随后于1971年取得了美国宾夕法尼亚的艺术硕士学位。在西方学习期间，全光荣深受美国和欧洲抽象表现主义的影响，并在艺术生涯早期从事了很久的抽象主义油画创作。